# Hugues de Coligny
Hugues de Coligny (1170 - † juin 1205 à Serrès), chevalier, fut seigneur de Coligny-le-Neuf. Il appartenait à la famille de Coligny.
Il est seigneur de Coligny-le-Neuf, Marbos (Marboz), Trefort (Treffort), Saint-André-sur-Suran (Neuville-sur-Ain), Chatillon-de-Cornelle (Boyeux-Saint-Jérôme), Varey (Saint-Jean-le-Vieux), Saint-Sorlin, etc. C'est lui qui fit bâtir le château de Coligny-le-Neuf.

## Histoire

### Donations aux abbayes
En 1189, il consent au don qu’Hugues de Dramelay fait à la chartreuse de Rosières, d’un manse sis à Vescles. Vers l’an 1200, il confirme aux chartreux de Portes les donations faites par ses ancêtres, et leur concède un droit de pâturage. Il donne quelques biens en l’an 1201, à l’abbaye de Saint-Sulpice en Bugey. Il donna ses terres de Sélignac (Simandre-sur-Suran) aux chartreux, permettant la fondation de la chartreuse de Sélignac.

### La croisade
Il se croise en 1201 avec l’évêque d’Autun, Guigues comte de Forez, Hugues de Berzé père et fils, et maints autres seigneurs, pour accompagner Boniface marquis de Montferrat au voyage de Terre sainte. Avant de partir, il donne aux chartreux de Seillon tout ce qu’il avait à Sélignat, afin qu’y fût construite une chartreuse, et fit d’autres dons aux bénédictins de Montmerle et à l’abbaye Notre-Dame d'Ambronay (1202).
Parti en l’an 1202 par Venise pour la quatrième croisade, Hugues de Coligny participa au siège de Constantinople en juillet 1203, et à la campagne de l’empereur Alexis IV en Thrace. Après la prise de Constantinople en 1204 et l'élection de Baudouin VI de Hainaut comme empereur, Hugues fit partie du conseil du marquis de Montferrat.
En juin 1205, en défendant la ville de Serrès (Grèce), assiégée par Jean Kalojan roi de Valachie et de Bulgarie, Hugues fut tué d’un coup dans l’œil, lui « qui était le meilleur d’eux tous »,.

## Famille
Hugues de Coligny est marié, avant 1202, à Béatrice d'Albon,,,,. Ils ont une fille :
- Béatrice (1194/95- avant janvier 1241), mariée à Albert III de La Tour-du-Pin (1180/85- après avril 1259). Un de leurs huit enfants est Humbert Ier de la Tour du Pin (°v.1240-†1307), comte d'Albon, seigneur de La Tour du Pin et de Coligny, dauphin de Viennois en 1282 sous le nom de Humbert Ier de Viennois, marié le 31 août 1273 à Anne d'Albon (1255-1298), fille de Guigues VII de Viennois, dauphin de Viennois, et de Béatrice de Faucigny.